# Colle del Contrasto
Il Colle del Contrasto, conosciuto anche come sella del Contrasto  (1.120 m) è un valico situato al confine tra le province di Messina e di Enna, il più basso tra quelli dei Monti Nebrodi, il primo da ovest.
È la principale e meno impervia via di comunicazione tra l'entroterra ennese e la costiera tirrenica attraverso la quale la Strada statale 117 Centrale Sicula collega Mistretta, sul versante messinese, a Nicosia, in provincia di Enna. 
È parte del progetto della strada di attraversamento Nord-Sud della Sicilia denominato strada dei due mari; i lavori tuttavia procedono a rilento da parecchi anni. La Sella del Contrasto, nell'ambito dell'ammodernamento, viene attraversata mediante la galleria omonima. 